# Godfried IV van Joinville
Godfried IV van Joinville (overleden te Akko in augustus 1190) was van 1188 tot aan zijn dood heer van Joinville. Hij behoorde tot het huis Joinville.

## Levensloop
Godfried IV was de oudste zoon van heer Godfried III van Joinville en Felicitas, dochter van graaf Erard I van Brienne. Na het overlijden van zijn vader in 1188 werd hij heer van Joinville. Vermoedelijk erfde hij ook diens ambt als seneschalk van het graafschap Champagne. Er zijn echter geen documenten overgeleverd over mogelijke handelingen in deze functie, waardoor het niet honderd procent zeker is of hij ook daadwerkelijk seneschalk was.
Godfried deed vele schenkingen aan religieuze instellingen in Champagne, deels als compensatie voor de vele overvallen van zijn voorvaderen. In 1189 nam hij samen met zijn oudste zoon Godfried V deel aan de Derde Kruistocht, waarbij hij deel uitmaakte van het gevolg van graaf Hendrik II van Champagne. Godfried IV stierf in augustus 1190 tijdens het Beleg van Akko. Zijn zoon nam zijn lijk mee naar Frankrijk en hij werd bijgezet in de kloosterkerk Saint-Laurent.

## Huwelijk en nakomelingen
Godfried IV was gehuwd met Helvida, dochter van heer Gwijde I van Dampierre. Ze kregen volgende kinderen:
- Godfried V (overleden in 1204), heer van Joinville
- Robert (overleden in 1205), kruisvaarder
- Willem (overleden in 1226), aartsbisschop van Reims
- Simon (overleden in 1233), heer van Joinville
- Felicitas (overleden rond 1240), huwde met Peter van Bourlémont
- Gwijde (overleden rond 1248), heer van Sailly
- Andreas, Tempelierridder
- Yolande, huwde met Rudolf III van Nesle-Soissons